# Pitkäsaari (ö i Jämsä, Kankarisvesi)
Pitkäsaari är en ö i Finland. Den ligger i sjön Kankarisvesi och i kommunen Jämsä i den ekonomiska regionen  Jämsä  och landskapet Mellersta Finland, i den södra delen av landet, 200 km norr om huvudstaden Helsingfors. Öns area är 1,2 hektar och dess största längd är 270 meter i nord-sydlig riktning.